# Edgar Campbell Wilson
Edgar Campbell Wilson (* 18. Oktober 1800 in Morgantown, Virginia; † 24. April 1860 ebenda) war ein US-amerikanischer Politiker.

## Leben
Der im heutigen West Virginia geborene Edgar Wilson studierte Jura und wurde am 24. Juni 1832 in die Anwaltschaft aufgenommen. Er praktizierte in seiner Heimatstadt Morgantown. Im selben Jahr wurde er für die National Republican Party in den 23. Kongress gewählt und vertrat dort vom 4. März 1833 bis zum 3. März 1835 den Bundesstaat Virginia im Repräsentantenhaus der Vereinigten Staaten. Es gelang ihm nicht, wiedergewählt zu werden.
Nach seiner kurzen politischen Karriere kehrte Wilson in seinen alten Beruf zurück und praktizierte wieder in Morgantown. 1842 wurde er zum Staatsanwalt am Berufungsgericht im Marion County ernannt. Er starb 1860 in Morgantown und wurde auf dem Oak Grove Cemetery beigesetzt. Sein Vater Thomas Wilson und sein Sohn Eugene McLanahan Wilson waren ebenfalls Abgeordnete im Repräsentantenhaus der Vereinigten Staaten.